# Fagnes du Setay et de Neûr Lowé
Pour les articles homonymes, voir Fagne.

Les fagnes du Setay et de Neûr Lowé sont  des landes marécageuses et tourbeuses situées sur le plateau des Hautes Fagnes dans le massif ardennais et faisant partie de la commune de Malmedy en province de Liège (Belgique).

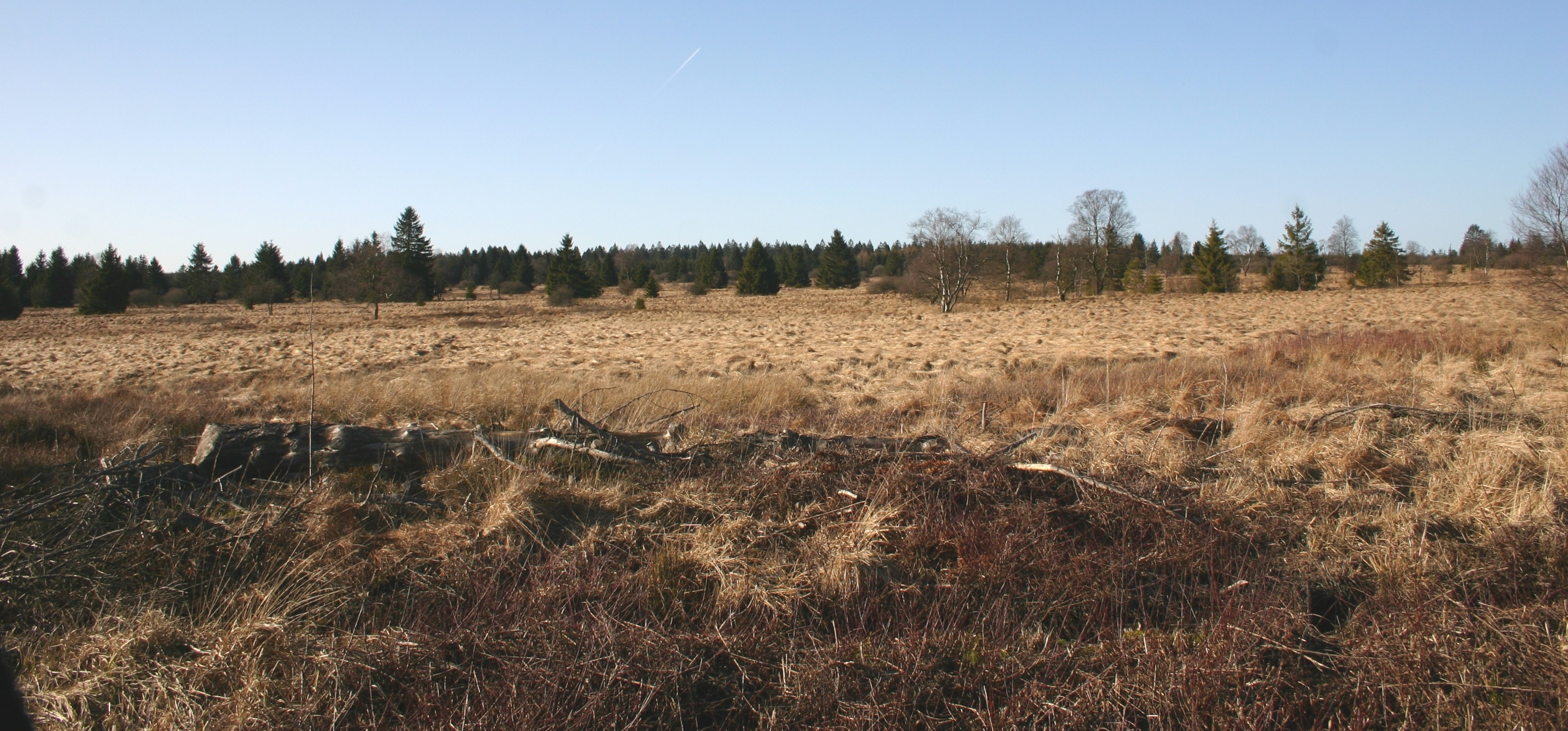
La fagne du Sotay.

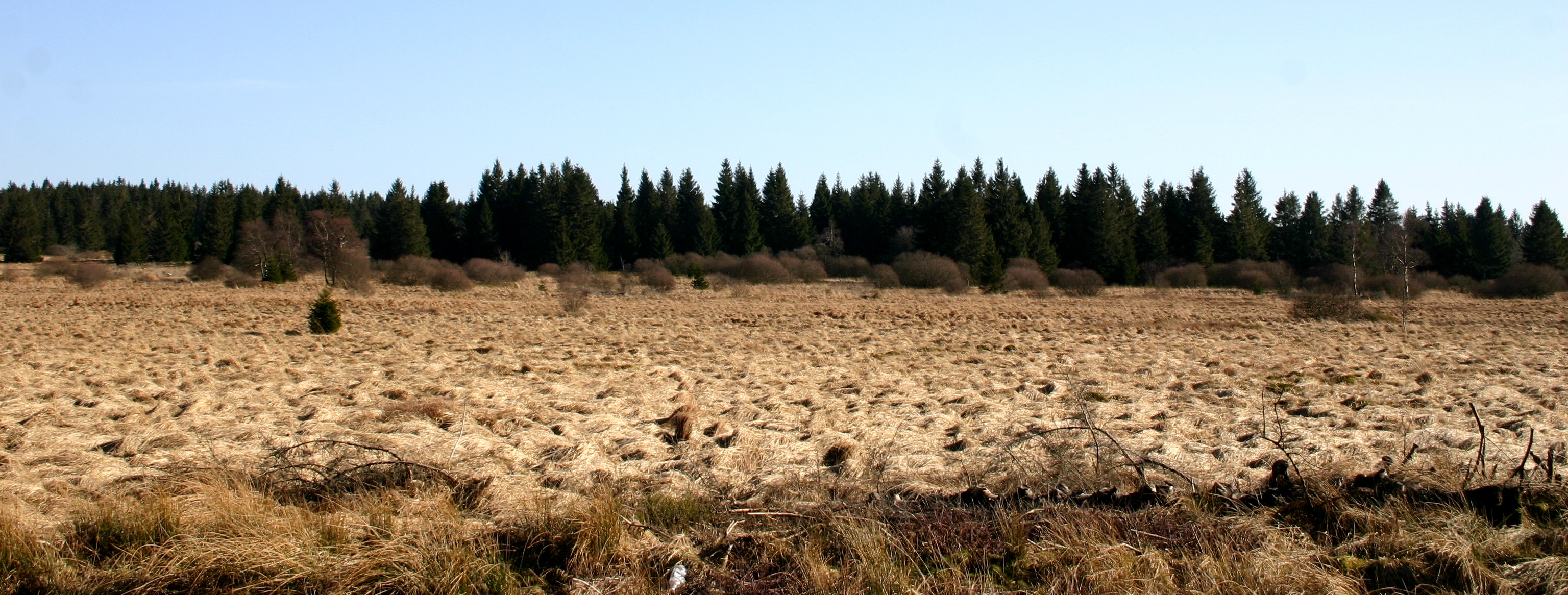
La fagne de Neûr Lowé.

## Situation
Ces fagnes marquent la limite sud de l'ensemble fagnard situé autour de la Baraque Michel et composé essentiellement par la Grande Fagne et la Fagne wallonne. Elles sont reprises comme site de grand intérêt biologique. 
En réalité, elles sont composées de deux fagnes séparées par la route nationale 68 Eupen-Malmedy : à l'ouest de cette route, se trouve la fagne du Sotay parfois appelée Lothay et, à l'est, s'étend celle de Neûr Lowé. Elles sont traversées par le ruisseau du Trôs Marets naissant, un affluent de la Warche.
Ces fagnes occupent une superficie de 248,05 ha et font partie de la commune de Malmedy. 
La fagne du Sotay se prolonge au sud-ouest par la petite fagne du Fraineu et de Lovaiseu d'une superficie de 63 ha.

## Activités et loisirs
Un sentier didactique parcourt une partie de la fagne de Neûr Lowé. Ce sentier de 5 km débute au Centre nature de Botrange.

## Sources
- http://biodiversite.wallonie.be/fr/2994-fagnes-du-setay-et-de-neur-lowe.html?IDD=251661335&highlighttext=setay+&IDC=1881
- http://biodiversite.wallonie.be/fr/208-fagne-du-fraineu-et-de-lovaiseu.html?IDD=335545326&highlighttext=fraineu+&IDC=2831
- « Setay - Hautes Fagnes », sur amisdelafagne.be via Internet Archive (consulté le 18 janvier 2024)
- "Guide du Plateau des Hautes Fagnes" de R. Collard et V. Bronowski - Édition "Les Amis de la Fagne" 1977